# Setzen (Werkstoffe)
Das Setzen bezeichnet den Verlust der Vorspannung einer Schraubverbindung. Dies geschieht durch Umformprozesse in der Schraube und den verspannten Teilen. Leichte Oberflächenrauheiten werden durch das Anziehen der Schraube plattgedrückt, wodurch die Spannung der Schraubverbindung verloren geht. Den Anteil der Vorspannkraft, die infolge Setzens verloren geht, wird als Vorspannkraftverlust bezeichnet.